# René Valenzuela
Eduardo René Valenzuela Becker (Concepción, 1955. április 20. – ) chilei válogatott labdarúgó.

## Pályafutása

### Klubcsapatban
1974 és 1977 között a Deportes Concepción csapatában játszott. 1978 és 1979 között az O'Higgins játékosa volt. 1980-tól 1987-ig az Universidad Católicát erősítette, melynek tagjaként 1984-ben megnyerte a chilei bajnokságot. 1987 és 1988 között a mexikói Ángeles de Puebla játékosa volt. 1989-ben az Unión Española színeiben fejezte be a pályafutását. 

### A válogatottban
1979 és 1985 között 46 alkalommal szerepelt a chilei válogatottban. Részt vett az 1982-es világbajnokságon, ahol a chileiek összes mérkőzésén kezdőként lépett pályára. Tagja volt az 1979-es és az 1983-as Copa Américán szereplő válogatott keretének is.

## Sikerei
Universidad Católica
- Chilei bajnok (1): 1984